# 열린교육

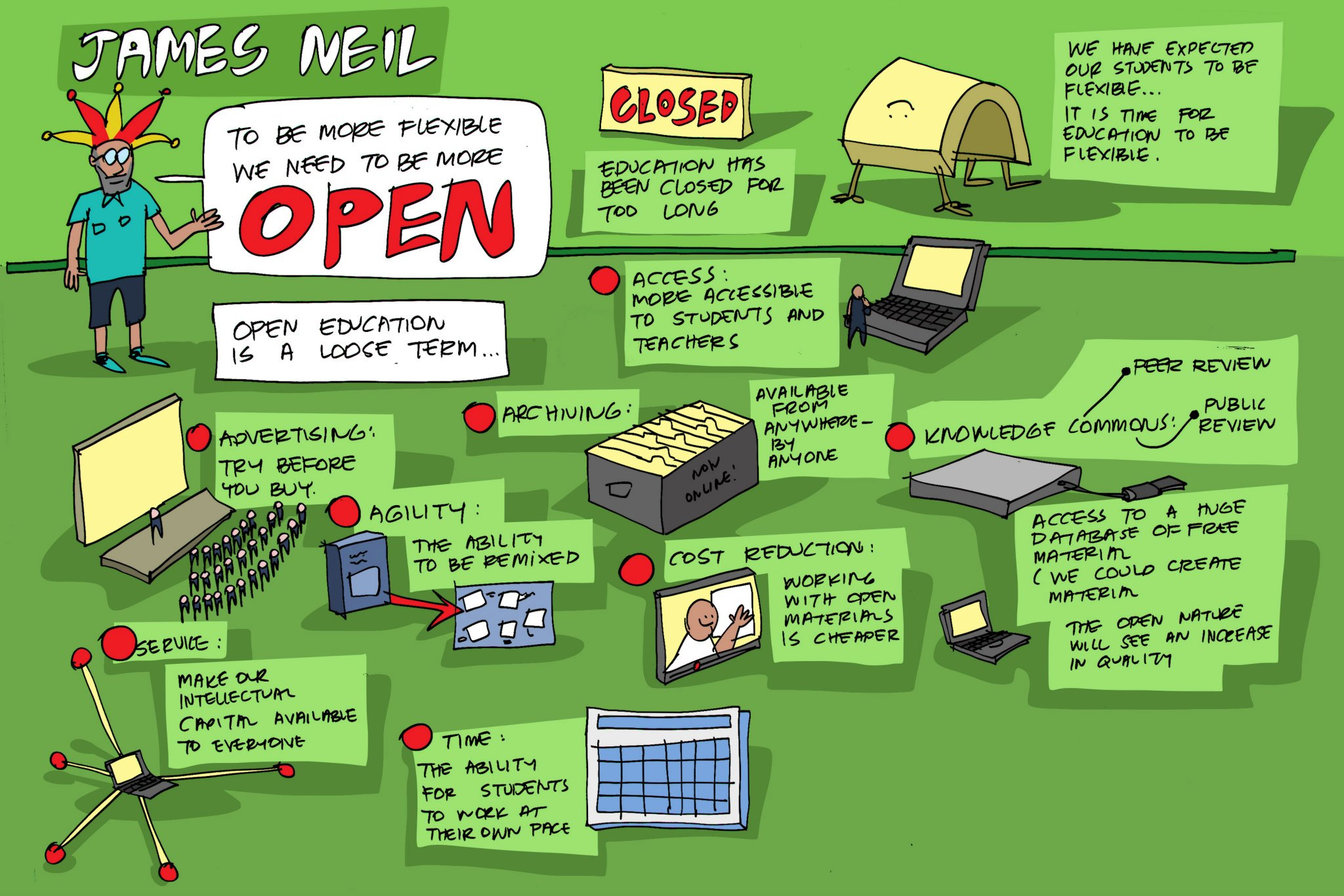
열린교육과 유연한 학습

열린교육이란 수요자 중심의 교육으로 교육을 받는 각 학생들이 학습하는 속도, 관심도, 관심의 대상 등의 차이를 전제하여 각자의 내재적 동기나 흥미에 의해 자율적으로 학습할 수 있게 하며 학습의 주제, 교재 등 교육활동의 과정 전반을 유연하게 편성하여 운영하는 교육활동의 형태를 의미한다.

## 같이 보기
- 무상교육
- 운현초등학교